# Богоявленская церковь (Тобольск)
Це́рковь Богоявления Господня — снесённый в 1949 году православный храм в Подгорной части Тобольска.
Богоявленская каменная церковь построена в 1691 году по повелению тобольского митрополита Павла на месте одноимённой деревянной церкви. Освящена 20 июля того же года. Храм сильно пострадал в пожаре 6 июня 1701 г.. Огонь не разрушил стен храма, но уничтожил все древние иконы и многое из церковной утвари.
В 1744 году был устроен верхний этаж с престолом в честь Владимирской иконы Божией Матери. Во время пожара 1788 года сгорели деревянные перекрытия колокольни и верх церкви, однако все церковное имущество было спасено, и 4 декабря все приделы храма освящены заново.
В 1930 году церковь была закрыта. В 1949 году взорвана до основания. Сохранилось (в заброшенном виде) здание церковной богадельни.